# 5e étape du Tour de France 1997
Pour un article plus général, voir Tour de France 1997.
La cinquième étape du Tour de France 1997 s'est déroulée le 10 juillet 1997 entre Chantonnay et La Châtre  sur un parcours de 261,5 km. Le Français Cédric Vasseur remporte cette étape au terme d'une échappée solitaire de 147 km et s'empare du maillot jaune.

## Classement de l'étape
| \| Classement de l'étape \| Classement de l'étape \| Classement de l'étape \| Classement de l'étape \| Classement de l'étape \| \| Coureur \| Coureur \| Pays \| Équipe \| Temps \| \| --------------------- \| --------------------- \| --------------------- \| ---------------------------- \| --------------------- \| \| 1er \| Cédric Vasseur \| France \| Gan \| 6 h 16 min 44 s \| \| 2e \| Stuart O'Grady \| Australie \| Gan \| + 2 min 32 s \| \| 3e \| Francisco Cabello \| Espagne \| Kelme-Costa Blanca-Eurosport \| + 2 min 32 s \| \| 4e \| Marco Artunghi \| Italie \| Mercatone Uno \| + 2 min 32 s \| \| 5e \| Peter Meinert-Nielsen \| Danemark \| US Postal Service \| + 2 min 32 s \| \| 6e \| Thierry Bourguignon \| France \| BigMat-Auber 93 \| + 2 min 32 s \| \| 7e \| Fabrice Gougot \| France \| Casino, c'est votre équipe \| + 2 min 32 s \| \| 8e \| Stéphane Cueff \| France \| Mutuelle de Seine-et-Marne \| + 2 min 32 s \| \| 9e \| Marco Zen \| Italie \| Roslotto-ZG Mobili \| + 2 min 32 s \| \| 10e \| Bo Hamburger \| Danemark \| TVM-Farm Frites \| + 2 min 32 s \| |                       |           |                              |                 |
| |                       |           |                              |                 |
| |                       |           |                              |                 |
| Classement de l'étape |                       |           |                              |                 |
| Coureur | Coureur               | Pays      | Équipe                       | Temps           |
| 1er | Cédric Vasseur        | France    | Gan                          | 6 h 16 min 44 s |
| 2e | Stuart O'Grady        | Australie | Gan                          | + 2 min 32 s    |
| 3e | Francisco Cabello     | Espagne   | Kelme-Costa Blanca-Eurosport | + 2 min 32 s    |
| 4e | Marco Artunghi        | Italie    | Mercatone Uno                | + 2 min 32 s    |
| 5e | Peter Meinert-Nielsen | Danemark  | US Postal Service            | + 2 min 32 s    |
| 6e | Thierry Bourguignon   | France    | BigMat-Auber 93              | + 2 min 32 s    |
| 7e | Fabrice Gougot        | France    | Casino, c'est votre équipe   | + 2 min 32 s    |
| 8e | Stéphane Cueff        | France    | Mutuelle de Seine-et-Marne   | + 2 min 32 s    |
| 9e | Marco Zen             | Italie    | Roslotto-ZG Mobili           | + 2 min 32 s    |
| 10e | Bo Hamburger          | Danemark  | TVM-Farm Frites              | + 2 min 32 s    |

## Classement général
Grâce à sa victoire en solitaire, le Français Cédric Vasseur (Gan) s'empare de la tête du classement général. Il devance l'ancien porteur du maillot jaune l'Italien Mario Cipollini (Saeco-Estro) de deux minutes et 17 secondes et deux secondes de plus sur l'Allemand Erik Zabel (Deutsche Telekom). Son coéquipier l'Australien Stuart O'Grady, deuxième de l'étape et membre de l'échappée, rentre également dans le top 10 en huitième position. Avec Chris Boardman (4e) et Frédéric Moncassin (9e), l'équipe Gan positonne donc quatre coureurs dans les dix premiers.
| \| Classement général \| Classement général \| Classement général \| Classement général \| Classement général \| \| Coureur \| Coureur \| Pays \| Équipe \| Temps \| \| ------------------ \| ------------------- \| ------------------ \| ------------------ \| ------------------ \| \| 1er \| Cédric Vasseur \| France \| Gan \| 28 h 14 min 35 s \| \| 2e \| Mario Cipollini \| Italie \| Saeco-Estro \| + 2 min 17 s \| \| 3e \| Erik Zabel \| Allemagne \| Deutsche Telekom \| + 2 min 19 s \| \| 4e \| Chris Boardman \| Royaume-Uni \| Gan \| + 2 min 54 s \| \| 5e \| Jan Ullrich \| Allemagne \| Deutsche Telekom \| + 2 min 56 s \| \| 6e \| Frank Vandenbroucke \| Belgique \| Mapei-GB \| + 3 min 00 s \| \| 7e \| Abraham Olano \| Espagne \| Banesto \| + 3 min 04 s \| \| 8e \| Stuart O'Grady \| Australie \| Gan \| + 3 min 05 s \| \| 9e \| Frédéric Moncassin \| France \| Gan \| + 3 min 06 s \| \| 10e \| Laurent Jalabert \| France \| ONCE \| + 3 min 06 s \| |                     |             |                  |                  |
| |                     |             |                  |                  |
| |                     |             |                  |                  |
| Classement général |                     |             |                  |                  |
| Coureur | Coureur             | Pays        | Équipe           | Temps            |
| 1er | Cédric Vasseur      | France      | Gan              | 28 h 14 min 35 s |
| 2e | Mario Cipollini     | Italie      | Saeco-Estro      | + 2 min 17 s     |
| 3e | Erik Zabel          | Allemagne   | Deutsche Telekom | + 2 min 19 s     |
| 4e | Chris Boardman      | Royaume-Uni | Gan              | + 2 min 54 s     |
| 5e | Jan Ullrich         | Allemagne   | Deutsche Telekom | + 2 min 56 s     |
| 6e | Frank Vandenbroucke | Belgique    | Mapei-GB         | + 3 min 00 s     |
| 7e | Abraham Olano       | Espagne     | Banesto          | + 3 min 04 s     |
| 8e | Stuart O'Grady      | Australie   | Gan              | + 3 min 05 s     |
| 9e | Frédéric Moncassin  | France      | Gan              | + 3 min 06 s     |
| 10e | Laurent Jalabert    | France      | ONCE             | + 3 min 06 s     |

## Classements annexes
| Classement par points | Classement par points | Classement par points | Classement par points | Classement par points |
| Coureur               | Coureur               | Pays                  | Équipe                | Points                |
| --------------------- | --------------------- | --------------------- | --------------------- | --------------------- |
| 1er                   | Erik Zabel            | Allemagne             | Deutsche Telekom      | 148 pts               |
| 2e                    | Mario Cipollini       | Italie                | Saeco-Estro           | 135 pts               |
| 3e                    | Frédéric Moncassin    | France                | Gan                   | 103 pts               |
| 4e                    | Jeroen Blijlevens     | Pays-Bas              | TVM-Farm Frites       | 72 pts                |
| 5e                    | Robbie McEwen         | Australie             | Rabobank              | 56 pts                |

| Classement par points | Classement par points | Classement par points | Classement par points | Classement par points |
| Coureur               | Coureur               | Pays                  | Équipe                | Points                |
| --------------------- | --------------------- | --------------------- | --------------------- | --------------------- |
| 1er                   | Erik Zabel            | Allemagne             | Deutsche Telekom      | 148 pts               |
| 2e                    | Mario Cipollini       | Italie                | Saeco-Estro           | 135 pts               |
| 3e                    | Frédéric Moncassin    | France                | Gan                   | 103 pts               |
| 4e                    | Jeroen Blijlevens     | Pays-Bas              | TVM-Farm Frites       | 72 pts                |
| 5e                    | Robbie McEwen         | Australie             | Rabobank              | 56 pts                |

| Classement de la montagne | Classement de la montagne | Classement de la montagne | Classement de la montagne       | Classement de la montagne |
| Coureur                   | Coureur                   | Pays                      | Équipe                          | Points                    |
| ------------------------- | ------------------------- | ------------------------- | ------------------------------- | ------------------------- |
| 1er                       | Laurent Brochard          | France                    | Festina-Lotus                   | 36 pts                    |
| 2e                        | Cyril Saugrain            | France                    | Cofidis-Le Crédit par Téléphone | 11 pts                    |
| 3e                        | Artūras Kasputis          | Lituanie                  | Casino, c'est votre équipe      | 10 pts                    |
| 4e                        | François Simon            | France                    | Gan                             | 6 pts                     |
| 5e                        | Cédric Vasseur            | France                    | Gan                             | 5 pts                     |

| Classement de la montagne | Classement de la montagne | Classement de la montagne | Classement de la montagne       | Classement de la montagne |
| Coureur                   | Coureur                   | Pays                      | Équipe                          | Points                    |
| ------------------------- | ------------------------- | ------------------------- | ------------------------------- | ------------------------- |
| 1er                       | Laurent Brochard          | France                    | Festina-Lotus                   | 36 pts                    |
| 2e                        | Cyril Saugrain            | France                    | Cofidis-Le Crédit par Téléphone | 11 pts                    |
| 3e                        | Artūras Kasputis          | Lituanie                  | Casino, c'est votre équipe      | 10 pts                    |
| 4e                        | François Simon            | France                    | Gan                             | 6 pts                     |
| 5e                        | Cédric Vasseur            | France                    | Gan                             | 5 pts                     |

| Classement du meilleur jeune | Classement du meilleur jeune | Classement du meilleur jeune | Classement du meilleur jeune | Classement du meilleur jeune |
| Coureur                      | Coureur                      | Pays                         | Équipe                       | Temps                        |
| ---------------------------- | ---------------------------- | ---------------------------- | ---------------------------- | ---------------------------- |
| 1er                          | Jan Ullrich                  | Allemagne                    | Deutsche Telekom             | 28 h 17 min 31 s             |
| 2e                           | Frank Vandenbroucke          | Belgique                     | Mapei-GB                     | + 4 s                        |
| 3e                           | Stuart O'Grady               | Australie                    | Gan                          | + 9 s                        |
| 4e                           | Peter Luttenberger           | Autriche                     | Rabobank                     | + 27 s                       |
| 5e                           | Daniele Nardello             | Italie                       | Mapei-GB                     | + 36 s                       |

| Classement du meilleur jeune | Classement du meilleur jeune | Classement du meilleur jeune | Classement du meilleur jeune | Classement du meilleur jeune |
| Coureur                      | Coureur                      | Pays                         | Équipe                       | Temps                        |
| ---------------------------- | ---------------------------- | ---------------------------- | ---------------------------- | ---------------------------- |
| 1er                          | Jan Ullrich                  | Allemagne                    | Deutsche Telekom             | 28 h 17 min 31 s             |
| 2e                           | Frank Vandenbroucke          | Belgique                     | Mapei-GB                     | + 4 s                        |
| 3e                           | Stuart O'Grady               | Australie                    | Gan                          | + 9 s                        |
| 4e                           | Peter Luttenberger           | Autriche                     | Rabobank                     | + 27 s                       |
| 5e                           | Daniele Nardello             | Italie                       | Mapei-GB                     | + 36 s                       |

| Classement par équipes | Classement par équipes     | Classement par équipes | Classement par équipes |
| Équipe                 | Équipe                     | Pays                   | Temps                  |
| ---------------------- | -------------------------- | ---------------------- | ---------------------- |
| 1re                    | Gan                        | France                 | 84 h 49 min 25 s       |
| 2e                     | Deutsche Telekom           | Allemagne              | + 3 min 38 s           |
| 3e                     | US Postal Service          | États-Unis             | + 3 min 42 s           |
| 4e                     | Mapei-GB                   | Italie                 | + 4 min 20 s           |
| 5e                     | Casino, c'est votre équipe | France                 | + 4 min 29 s           |

| Classement par équipes | Classement par équipes     | Classement par équipes | Classement par équipes |
| Équipe                 | Équipe                     | Pays                   | Temps                  |
| ---------------------- | -------------------------- | ---------------------- | ---------------------- |
| 1re                    | Gan                        | France                 | 84 h 49 min 25 s       |
| 2e                     | Deutsche Telekom           | Allemagne              | + 3 min 38 s           |
| 3e                     | US Postal Service          | États-Unis             | + 3 min 42 s           |
| 4e                     | Mapei-GB                   | Italie                 | + 4 min 20 s           |
| 5e                     | Casino, c'est votre équipe | France                 | + 4 min 29 s           |